# Gospodarka
Gospodarka – system gospodarstw domowych, rolnych, przedsiębiorstw, instytucji publicznych i prywatnych zapewniający zaspokojenie potrzeb określonej populacji , współcześnie najczęściej regulowany przez państwo lub rynek.
Gospodarka to całokształt działalności gospodarczej prowadzonej w danym regionie (gospodarka regionalna), kraju (gospodarka narodowa) lub na całym świecie (gospodarka światowa) polegającej na wytwarzaniu dóbr i świadczeniu usług zgodnie z potrzebami ludności.
Badaniem prawidłowości w obszarze działań gospodarczych zajmuje się ekonomia.

## Sektor gospodarki
W ramach gospodarki funkcjonują trzy podstawowe sektory:
- rolnictwo – pozyskiwanie użytecznych dla człowieka produktów wytwarzanych przez rośliny, zwierzęta lub inne organizmy (płodów rolnych);
- przemysł – przekształcanie materii ożywionej lub nieożywionej (surowców i kopalin) w zdatne do użytku produkty przemysłowe;
- usługi – świadczenie czynności zawodowych o charakterze materialnym (np. handel, transport, wytwórstwo rzeczy oznaczonych indywidualnie) lub niematerialnym (np. pomoc prawna, opieka zdrowotna, edukacja), niebędących rolnictwem ani przemysłem.

Powyższy podział nie jest ścisły, co skutkuje niekiedy wliczaniem np. budownictwa zarówno do sektora przemysłu, jak i usług.

## Klasyfikacje gospodarki
Istnieje wiele klasyfikacji gospodarki:
- ze względu na sposób pozyskiwania dóbr i usług:
  - gospodarka naturalna,
  - gospodarka towarowo-pieniężna;
- ze względu na mechanizmy regulacyjne:
  - gospodarka rynkowa,
  - gospodarka nakazowa,
  - gospodarka mieszana;
- ze względu na siłę powiązań z podmiotami zewnętrznymi:
  - gospodarka otwarta,
  - gospodarka zamknięta,
  - gospodarka częściowo otwarta;
- ze względu na poziom rozwoju społecznego:
  - gospodarka tradycyjna,
  - gospodarka przemysłowa,
  - gospodarka postindustrialna;
- inne podziały:
  - gospodarka oparta na usługach
  - gospodarka oparta na wiedzy
  - gospodarka oparta na zasobach
  - gospodarka energooszczędna (gospodarka niskoenergetyczna, gospodarka niskoemisyjna)
  - gospodarka ekstensywna
  - gospodarka komunalna
  - gospodarka niedoboru
  - gospodarka samowystarczalna.